# Peter Herz (Librettist)

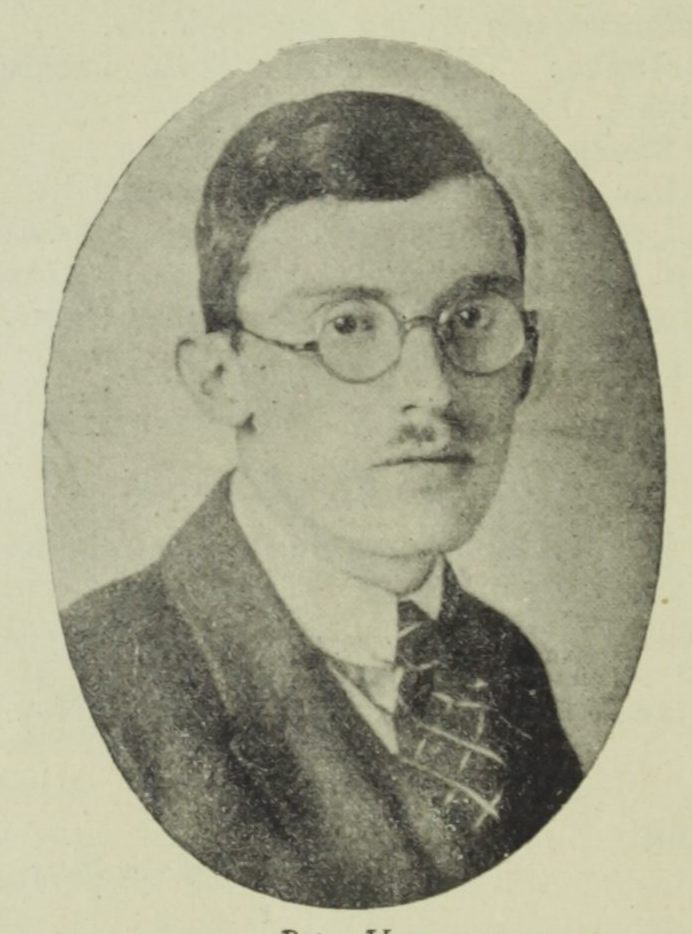
Peter Herz, um 1924

Peter Herz (* 18. Jänner 1895 in Wien, Österreich-Ungarn; † 7. März 1987 ebenda) war ein österreichischer Schriftsteller, Librettist und Feuilletonist. 

## Leben und Wirken

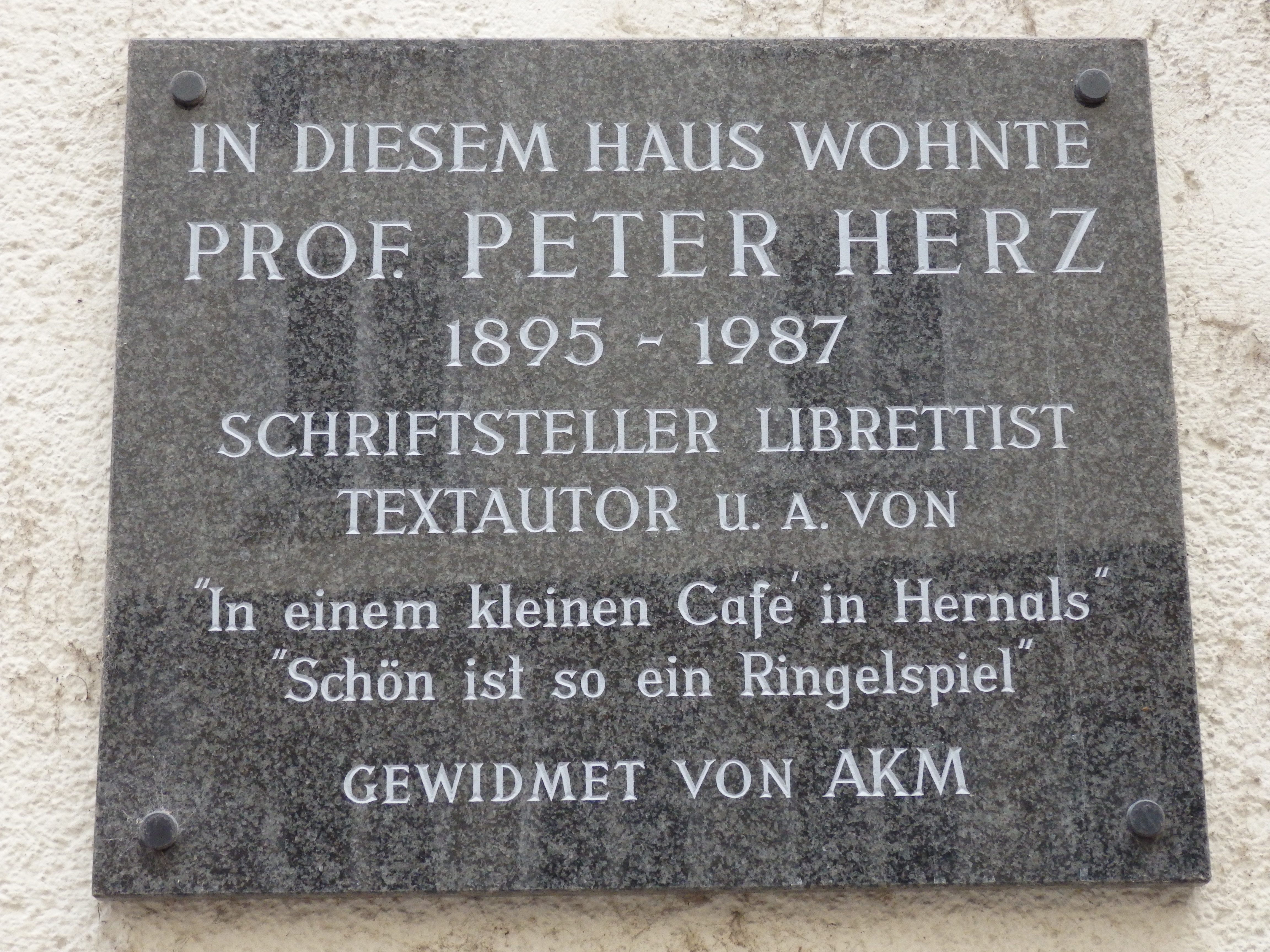
Gedenktafel für Peter Herz am Gemeindebau Fischerstiege 1–7 in Wien

Peter Herz studierte an der Akademie für Musik in Wien und trat anschließend als Bankbeamter ins Berufsleben ein. 1923 gründete er die Amateurbühne des Jung-Wiener Literatenklubs und arbeitete für Kabaretts (Hölle, Rolandbühne) und Theater (Lustspieltheater im Prater). Als Librettist verfasste er Texte zu Operetten von Leo Ascher, Edmund Eysler, Leo Fall, Bernard Grün, Bruno Granichstaedten und Franz Lehár. Gemeinsam mit Egon Neumann schuf er ab 1932 (Jolly Joker) die ersten Wiener Operetten-Revuen. 1930 wurde sein Text In der Theateragentur als einer der ersten österreichischen Tonfilme mit der Musik von Frank Fox verfilmt.
Herz zeichnete auch für viele Schlagertexte verantwortlich. Aufgrund seiner jüdischen Herkunft musste er 1938 über Zürich und Paris nach London emigrieren. Dort wurde er zunächst auf Isle of Man interniert, wo er das Stacheldrahtcabaret gründete. Nach seiner Entlassung 1940 gründete er es 1941 als deutschsprachige Kleinkunstbühne Blue Danube Club in London neu. Er selbst betätigte sich dort als künstlerischer Leiter und Conférencier. Ab 1945 fungierte er auch als Feuilletonist und Auslandskorrespondent für die österreichischen Zeitungen Neues Österreich, Die Presse und Weltpresse.
1953 schloss er den Blue Danube Club und kehrte nach Wien zurück. Dort schrieb er nun für Feuilletons für Zeitungen, Filmdrehbücher, Hörspiele und Rundfunksendungen, außerdem veröffentlichte er 1962 den Roman Man hat's nicht leicht und 1985 seine Lebenserinnerungen Gestern war ein schöner Tag. Lange Zeit war er Mitglied des Vorstandes der AKM und der Austro-Mechana.
Nach seinem Tod 1987 übernahm das Jüdische Museum Wien dessen 26 Archivboxen großen Nachlass. 1992 übergab es diesen der Wienbibliothek im Rathaus zunächst als Dauerleihgabe, 2006 schließlich auch die Eigentumsrechte.
Seine Grabstätte befindet sich auf dem Döblinger Friedhof (Gr. 14, R. 1, Nr. 8) in Wien.

## Zitat
„Man kann die Summe des Elends, diese Rekordzahl von Tötungen, diese Hypertrophie von Untaten und Verbrechen, die das Naziregime verübte, nicht überblicken, überschauen. […] Und doch! Ein alter Herr wie ich neigt eher dazu, mit den Jahren alles wegzuschieben, wegzudenken, was unvergessen bleiben muß, nie vergessen werden darf. […] Aber leider … In Wien wird es mir bei allem Vergessen wollen weiter noch zu Ohren gebracht, denn auch ein schwerhöriger Alter wie ich muß öfter Aussprüche von echten Wienern mit bekanntlich goldenem Herzen hören, wie zum Beispiel: ‚Viel zuwenig Juden hat man vergast’, ‚Schon wieder ein Jud, der durch’n Rost g’fallen is’, ‚Der Hitler hat schon recht g’habt, als er die Juden wie Ungeziefer behandelt und vernichten lassen hat’.“

## Werke

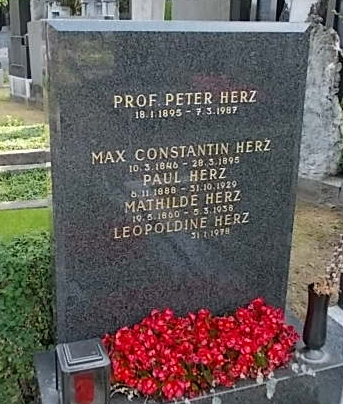
Grabstätte von Peter Herz

Operetten (Auswahl) (als Librettist, in Klammer der Name des Komponisten):
- 1926: Alexandra (Albert Szirmai) Übersetzung des Librettos von Ferenc Martos
Wiener EA 5. November 1926 Johann Strauß Theater, Wien
- 1927: Glück in der Liebe (Michael Krasznay-Krausz); Libretto zusammen mit Julius Horst
UA 25. Februar 1927, Johann Strauß Theater, Wien
- 1928: Eveline auch Die Milliardärin (Bruno Granichstaedten), Libretto zusammen mit Bruno Granichstaedten, N. Schütz
6. Jänner 1928 Johann Strauß Theater, Wien
- 1928: Gräfin Eva (Albert Szirmai)
- 1929: Die Jungfrau von Avallon (Fred Raymond)
- 1929: Der König vom Moulin Rouge (Leo Ascher)
- 1929: In einer kleinen Konditorei (Fred Raymond)
- 1930: Böhmische Musikanten (Bernard Grün); Libretto zusammen mit Julius Wilhelm
UA 18. Dezember 1931, Wiener Bürgertheater
- 1932: Freut euch des Lebens (Johann Strauss), Libretto zusammen mit Julius Wilhelm
 UA 22. Dezember 1932, Volksoper, Wien
- 1932: Der Jolly Joker Revueoperette in 2 Akten (9 Bildern) von (Egon Neumann); Libretto von Emil und Arnold Golz, Gesangstexte von Peter Herz und Emil Golz
UA 8. April 1932 Wiener Bürgertheater
- 1933: Der Königsleutnant (Fred Raymond)
- 1933: Musik um Susi (Bernard Grün), Libretto zusammen mit Paul Frank
UA 2. Mai 1933 Volksoper, Wien
- 1936: Um ein bißchen Liebe (Leo Ascher), Libretto zusammen mit Rudolph Lothar
UA 5. Juni 1936 Neues Wiener Stadttheater
- 1947: Wiener Musik (Edmund Eysler), Libretto zusammen mit Martin Costa
UA 22. Dezember 1947, Wiener Bürgertheater

Ich kenn’ ein’ Heurigen in Zeiselmauer Heurigenmarsch
- 1959: Liebe in Tirol (Juan Delgada). Operette in drei Akten und 12 Bildern; Libretto zusammen mit Rudolf Weys

Bücher
- Man hat’s nicht leicht. Schreibheft eines Respektlosen. (Roman) Verlag Hans Deutsch, Wien 1962.
- Gestern war ein schöner Tag. Liebeserklärung eines Librettisten an die Vergangenheit (Autobiographie), Österreichischer Bundesverlag, Wien 1985, ISBN 3-215-05663-1.

Texte (Auswahl)
- Entzauberte Praterstraße. Illustrierte Neue Welt, 33. Jg., Nr. 1, Jänner 1977. In: Ruth Beckermann (Hrsg.): Die Mazzesinsel – Juden in der Wiener Leopoldstadt 1918–1938. 4. Auflage, Löcker Verlag, Wien 1992, ISBN 3-85409-068-4, S. 82–85.

sowie zahlreiche Beiträge für Zeitungen und Zeitschriften, wie Illustrierte Neue Welt, Die Gemeinde und andere.
Schlager und Liedtexte (Auswahl)
(enthält auch die ins Deutsche übertragenen Liedtexte)
- 1000 Worte Französisch Lied und Foxtrot (Leo Ascher) 1930
- Aber Johann Lied und Slow-Fox (Karl Föderl) 1931
- Abgeseh’n davon Chanson und Slowfox (Hans Lang und Peter Igelhoff) 1936
- Adieu und geh’ und komm nicht mehr zurück Lied und Foxtrot aus dem Tonfilm „Madame Blaubart“ (zusammen mit E. Leo; Musik: Philipp de la Cerda) 1931
- Ah … das ist der neue Tanz aus Kuba! (Charles Loubé)
- Am Abend in den Praterau’n (Anton Derffler) 1936
- Am besten hat´s ein Fixangestellter (Hermann Leopoldi)
- Am Graben Lied und Shimmy (Oskar Burian) 1923
- Am Hietzinger Platz is heut Platzmusik (Hermann Leopoldi)
- Am Stock im Eisenplatz stand einmal eine Linde Wienerlied (Robert Alt) 1966
- Armer Waselbua Lied (Josef Felsinger) 1968
- Auf der Pawlatschen Wienerlied (Raimund Brettner) 1957
- Beinah’ Beguine-Foxtrot (zusammen mit Josef Petrak; Ludwig Babinski) 1951
- Bim Bam! Die Glocke klingt … (Übertragung des englischen Texts von Harold Purcell „Bow bells“, Musik: Ben Bernard) 1948
- Bruader, du muasst mi halten! Wiener Heurigenlied (Karl Föderl) 1935
- Catherin! Ein Mädel braucht einen Freund Lied und Foxtrot (Hans Duval-Diamant) 1920
- Da geh’ ich halt ein bisserl ins Kaffeehaus Wienerlied (Ernst Arnold; Bruno Uher, Klavierarrangement) 1960
- Da hat der Wiener an Blick dafür Marschlied (Worte zusammen mit Josef Petrak; Musik: Josef Fiedler) 1964
- Das Herz von St. Pauli (Musik: Michael Jary) 1957
- Das ist der Tambour! Lied und Marsch-Foxtrot aus dem Sascha-Tonfilm „Purpur und Waschblau“ (Leo Ascher) 1931
- Das kann kein Wiener sein! (Oskar Burian) 1964
- Der alte Musikus vom Franziskanerplatz (Karl Föderl) 1952
- Der Arzt hat mir die Maderln verboten (Richard Czapek und H. Schödl) 1971
- Der Wagen rollt! Goldsucher-Fox. Foxtrot und Cowboy-Lied (Übertragung des Originaltextes von Lee und Fix; Musik: Johnny (Juan) Delgada und Jules Sylvain) 1957
- Der Weg zur Seligkeit Ein wienerischer Slowfox (Frank Fox) 1949
- Die Geige weint Lied und English Waltz (Jascha d’Orange und T. Anatol) 1935
- Die Loreley hat heut’ noch keinen Bubikopf Lied und Foxtrot (Leo Ascher) 1930
- Dir sing’ ich mein Lied … Lied und English Waltz (Franz Lehár), 1932
- Du und Deine herrlichen Augen Lied und langsamer Fox (Raimund Brettner) 1954
- Ein bißchen Leidenschaft Lied und Tango (Victor Flemming) 1933
- Ein echtes Wienerlied (Mario Engelsberger) 1965
- Ein kleiner Spaziergang durchs liebe alte Wien Wiener Lied English Waltz (Robert Alt)
- Ein Lied der Liebe singt die Balalaika! Lied u. Tango (Jascha de Orange und Karl Ewer) 1935
- Ein Rendezvous im Monat Mai Tanzlied für 1 oder 2 Singstimmen (Karl Föderl) 1931
- Ein schöner Gruß aus Wien! (Edmund Eysler) 1929
- Eine kleine Mansarde am Stefansplatz Lied und langsamer Walzer (Josef Fiedler) 1965
- Einmal, nur einmal erklingen die eigenen Lieder (Oskar Burian) 1929
- Einmal werd’ ich Dich mit einem Andern sehn Lied und Tango (Leo Ascher) 1930
- Es ist mir eine Ehre Wienerlied (Max Constantin) 1967
- Es steht ein Fiaker am Stefansplatz Wienerlied (Ludwig Babinski) 1961
- Es steht wo ein Koffer im Winkel Lied (Ernst Arnold; Bruno Uher, Klavierarrangement) 1950
- Es war ein Sommernachtstraum Tango (Hans Pero) 1954
- Es wird alles anders sein – übers Jahr! Lied und Foxtrot (Richard Fall) 1929
- Florida Charleston (zusammen mit Paul Frank; Musik: Albert Szirmai) 1926
- Gute Farbe hat die Grete Foxtrot (Arnold Drvorsky) 1934
- Ging da nicht eben das Glück vorbei? Ein volkstümliches Lied (Franz Lehár), 1927
- Haben Sie nicht einen Wunsch, schöne Frau? Tango (Leo Ascher) 1930
- Hei – im Mai Lied und One-step. (Hans Duval-Diamant) 1921
- Heut hab ich schon Glück gehabt (Philipp de la Cerda) 1931
- Heute Nacht hab ich Dich auf den Mund geküßt Tango (Stefan Eisenstädter) 1933
- Ich hab’ geparkt am neuen Markt Wienerlied (Ludwig Babinski) 1965.
- Ich habe heute mit dem Frühling Rendezvous Lied und Foxtrot (Übertragung des Textes von Lee und Fix; Musik: Johnny (Juan) Delgada und Jules Sylvain) 1957
- Ich kann Dir nicht verzeih’n Lied und English Waltz (Robert Alt)
- Ich kenn’ ein Restaurant (zusammen mit Alfred Steinberg-Frank; Musik: Oskar Burian) 1923
- Ich möcht’ dir manchmal böse sein (zusammen mit E. Leo; Musik: Philipp de la Cerda) 1933
- Ich reise nach Havanna! Foxtrot (Arnold Dvorsky) 1933
- Ich wär’ gern eine Kokotte (Zusammen mit Julius Horst; Musik: Michael Krasznay-Krausz)
- Im Himmel da singen die Engerln Wienerlied (Karl Föderl)
- Im Schlosspark von Schönbrunn (Ernst Arnold)
- In der Himmelpfortgassen auf neun!! (Edmund Eysler) 1928
- In der Liebe bin ich Bolschewik (Paul Mann) 1931
- In der Wurlitzergass’n! Wiener Boogie (Sepp Fellner) um 1960
- In einem kleinen Café in Hernals English Waltz (Hermann Leopoldi)
- In einem Espresso in Favoriten Wienerlied (Theo Ferstl) 1964
- In einem kleinen Seitengasserl … Wienerlied (Karl Föderl)
- In einer heißen spanischen Nacht Paso-Doble (Arnold Dvorsky) 1935
- In jeder Musicbox gibt es ein Lied (Musicbox-Waltz) Schunkel-Walzer (Übertragung des Textes von Lee und Fix; Musik: Johnny (Juan) Delgada und Jules Sylvain) 1957
- In Langenlois (Hans Lang)
- In Nußdorf da wachst der Nußberger Wienerlied (Karl Föderl) 1934
- In Schönbrunn am Abend in der Flüsterallee! (Oskar Burian) 1952
- In Weidling am Bach Marschfox (Hermann Leopoldi) 1934
- Irgendeinmal kommt Irgendwer … English Waltz aus dem Sascha-Tonfilm „Purpur und Waschblau“ auch: „Ihre Durchlaucht, die Wäscherin“ (Leo Ascher) 1931
- Ist Dein kleines Herzchen mir treu? Lied und Tango (Karl Eisele) 1932
- Karlsbader Sprudel-Fox (Hermann Leopoldi)
- Kleine Mary komm auf ein Glas Sherry Slow Fox (Hans Weiner-Dillmann) 1932
- Komm gehen wir tanzen Medium-Bounce (zusammen mit Caro Robi; Musik: Lutz Bloom) 1959
- Kommt’s wir fahren nach Neuwaldegg! Wienerlied (Edmund Eysler) 1928
- Liebe ist ein schönes Märchen! Lied und Boston (Philipp de la Cerda) 1930
- Liebst du mich noch? (Szeret e még) Tango (Übertragung ins Deutsche; Michael Eisemann) 1927
- Mädel, sag’ nichts der Mama! Lied und Foxtrot (Hans Duval-Diamant) 1920
- Man geht nicht ungestraft in Wien spazieren (Fred Feed) 1968
- Man verliebt sich so leicht nur in Wien (Fred Feed) 1968
- Mia Bambina Lied und Tango (Robert Bicher) 1946
- Mit dem Fräulein hat es ein Bewandtnis Lied und Shimmy Fox (Hans Duval-Diamant) 1922
- Mir tut mein Herz so weh! Lied und Tango (Robert Alt) 1951
- Nie, Du schöne Frau, vergess’ ich Dich! Lied und Tango (Denes Buday) 1929
- Nur noch ein Liedel Wienerlied (Raimund Brettner) 1953
- Ping Pang Pong Ein malayisches Liebeslied (Hans Duval-Diamant) 1920
- Radetzky-Fox(Hermann Leopoldi)
- Rendezvous im Oktober Slow (Didier van Damme) 1966
- Rimembranze (Dein Herz muß mir gehören) Tango-Serenata (Übertragung des italienischen Textes von Mario Giulli; Musik: Max Bittner-Waldmüller) 1927
- Sie san ma doch net bös? (Richard Czapek und H. Schödl) 1967
- Schön ist so ein Ringelspiel Foxtrot (Hermann Leopoldi)
- Schwüles Parfüm Valse Boston Intermezzo (Hans Duval-Diamant) 1920
- Sonne wird scheinen Valse Boston (Ernst Arnold, op. 188) 1926
- Tränen des Glücks…! (Es gibt manche Tränen) Langsamer Foxtrot (Übertragung des Textes von Lee und Fix; Musik: Johnny (Juan) Delgada und Jules Sylvain) 1957
- Und was übrig bleibt ist Liebe Lied und Tango (Viktor Bermeister) 1961
- Unser Gasserl ist klein Wienerlied und Waltz (Gyula Geiger) 1934
- Vienna Girl (Hans Duval-Diamant) 1920
- Vision d’Amour. Wer weiss, wie lang die Liebe währt Boston Pathetique (Hans Duval-Diamant)
- Wann wird es schon Nacht? Valse Boston (Leo Ascher) 1927
- Warum kannst du mir nicht in die Augen schau’n? Lied und Slowfox (Theo Ferstl) 1957
- Warum weinst du Anjuschka? Melancholischer Tango (Text zusammen mit Josef Hochmuth; Musik: Theo Ferstl) 1957
- Wanderschwalbe aus dem Donautal! Lied und English Waltz (Karl Föderl) 1936
- Was brauchen wir an Alkohol …? Wienerlied (Sepp Fellner) 1962
- Was heut’ der Welt fehlt (Ernst Arnold) 1960
- Was Ihnen fehlt, mein lieber Freund, ist Liebe! Lied und Tango aus dem Berna-Donau-Film „Verlorenes Rennen“ (Frank Fox) 1948
- Was macht ein Wiener in China? Walzerlied (Albert Bachrich) 1951
- Was weißt du – was kennst du von der Liebe? Foxtrot (Ludwig Babinski) 1954
- Weißt Du es noch? Foxtrott-Shimmy (Willy Engel-Berger)
- Wann i nur wüßt, wie mei Hausnummer ist! Wienerlied (Text zusammen mit Karl Berndt; Musik: Karl Föderl)
- Warum hast Du gerade mich so lieb? Lied und English Waltz (Text zusammen mit R. Walfried; Musik: Karl Föderl) 1930
- Wenn am Graben der letzte Fiaker steht Ein Wiener Lied (Worte zusammen mit Alfred Steinberg-Frank, Leo Ascher) 1923
- Wenn der Rathausmann auf Wien herunterschaut Wienerlied (Ernst Arnold) 1961
- Wenn Du eine nette kleine Freundin hast! Lied und Slowfox (Marion Golz) 1932
- Wenn ich dich vergessen könnt’ Lied und Fox (Sepp Fellner) 1958.
- Wenn man in Stimmung ist Tango (Arnold Dvorsky) 1933
- Wien an der Donau, du herrliche Stadt Walzerlied (Alfred Ecker-Link) 1928
- Wien, du bist für mich das allerschönste Märchen Wienerlied (Oskra Burian) 1962
- Wien ist eine schöne Frau … (Juan Delgada und Hans Totzauer) 1959
- Wienerstadt – du hast die schönsten Lieder geboren! (Oskar Burian) 1962
- Wir singen aus Liebe! Foxtrot aus dem Sascha-Tonfilm „Purpur und Waschblau“ auch: „Ihre Durchlaucht, die Wäscherin“ (Leo Ascher) 1931
- Zieh’ nicht fort, Kamerad! Marschlied (Leo Ascher) 1930
- Zwanzig, dreißig Jahrl’n jünger sollt ma’ sein! (Sepp Fellner) 1963
- Zwei Wiener in New York (Juan Delgada und Hans Totzauer) 1960

## Auszeichnungen
- 1950: Prix d’Italia für Hörspiele
- 1952: British Defence Medal
- 1962: Silbernes Ehrenzeichen der Stadt Wien
- 1964: Verleihung des Titels Professor
- 1965: Theodor-Körner-Preis für Literatur
- 1985: Goldener Rathausmann der Stadt Wien